# Черных, Валентин Петрович
Валентин Петрович Черных (род. 5 января 1940 года, с. Речица Орловской области) — советский и украинский учёный в области органической химии, ректор Национального фармацевтического университета (1980—2017). Академик НАН Украины (2015), доктор фармацевтических наук, доктор химических наук, профессор, заслуженный деятель науки и техники Украины, заслуженный изобретатель УССР (1982). Председатель научно-методической комиссии по фармации Министерства образования и науки Украины, член Ученого Совета ГП «Государственный Фармакологический центр» МОЗ Украины, членом Президиума Фармакопейного Комитета МОЗ Украины, член Ученого медицинского совета МЗ Украины, член секции химии и химической технологии Комитета по Государственным премиям в области науки и техники, член экспертного Совета ВАК Украины в области органической и фармацевтической химии, член Химического отделения НАН Украины, председатель Химического общества им. Д. И. Менделеева м. Харькова, член редколлегий 7 научно-практических и научных журналов («Провизор», «Фармацевтический журнал», «Медицинское образование» (г. Тернополь), «Современная гастроэнтерология и гепатология», «Вестник фармации», «Клиническая фармация», «Органическая и фармацевтическая химия»), председатель специализированного ученого совета по защите кандидатских и докторских диссертаций НФаУ, член диссертационного совета Государственного научно-исследовательского центра лекарственных средств, заместитель Президента Фармацевтической ассоциации Украины, президент Фармацевтической ассоциации Харьковщины.

## Биография
Родился 5 января 1940 года в с. Речица Ливенского района Орловской области в семье учителей.
В 1959 году окончил с отличием Харьковское медицинское училище, в 1964 году — Харьковский фармацевтический институт. В течение 1964-1967 гг. учился в аспирантуре вуза, в 1967 году защитил диссертацию на соискание степени кандидата фармацевтических наук, ученое звание доцента присвоено в 1973 году. Работает в фармацевтическом институте на кафедре органической химии:
- 1967-1971 годах — ассистент;
- 1971-1979 годах — доцент;
- с 1979 года — профессор;
- с 1985 года — заведующий.

В течение 1971-1976 годов работал деканом, 1976-1980 годов — проректором по учебной работе.
В 1977 году защитил диссертацию на соискание степени доктора фармацевтических наук (тема «Синтез, реакционная способность и биологические свойства сульфопроизодных амидов и гидразидов щавелевой кислоты»), 1980 году — присвоено ученое звание профессора. В 1990 году присуждена ученая степень доктора химических наук (тема диссертации «Синтез, реакционная способность и изучение связи „Структура — биологическая активность“ производных дикарбоновых кислот»).
В 1997 году избран членом-корреспондентом Национальной Академии Наук Украины.
В 1980 году избран ректором Харьковского фармацевтического института.
Был депутатом Киевского районного совета народных депутатов г. Харькова (1986 год), Харьковского городского Совета народных депутатов (1985-1987 гг.).

## Личные сведения
Является автором более 1000 научных трудов, в частности:
- 94 патента;
- 348 авторских свидетельств, среди них 336 — на новые биологически активные соединения и 12 на способы добывания (большинство не подлежит опубликованию в открытых изданиях);
- 17 монографий.

Создатель около 16 лекарственных препаратов.
Жена — Валентина Франковна, доктор медицинских наук, заведующий кафедрой Харьковской медицинской академии последипломного образования. Дети — дочери Юлия (1983 г.р.) и Владислава (1994 г.р.).

### Награды, отличия и звания
Кавалер орденов «Знак Почета» (1971 г.), Трудового Красного Знамени (1986 г.), «За заслуги» I, II, III степеней (2003, 2000, 1996 г., соответственно), князя Ярослава Мудрого V (2007 г.) и IV степеней (2010 г.). Лауреат Государственной премии Украины в области науки и техники (2000 г.) за учебник «Органическая химия» в 3-х книгах. Заслуженный изобретатель УССР (1982 г.), заслуженный деятель науки и техники Украины (1991 г.). Награждён наградой Харьковского городского головы «350 лет основания Харькова 1654—2004» (2003 г.), почетным отличием председателя Харьковской облгосадминистрации «Слобожанская слава» (2004 г.), почетной грамотой Верховной Рады Украины (2005 г.), нагрудным знаком Министерства образования и науки Украины «Петр Могила» (2005), Благодарностью Президента Украины В. А. Ющенко. Почётный гражданин Харькова (2011).